# Radomia
Radomia – wieś w Polsce, położona w województwie lubuskim, w powiecie zielonogórskim, w gminie Świdnica.
W latach 1975–1998 miejscowość administracyjnie należała do województwa zielonogórskiego.

## Historia
Założycielem Radomi w 1345 roku był Seifried von Rabenau. To właśnie jego imieniu Radomia zawdzięcza swoją historycznie niemiecką nazwę Seiffersholz. Seifried von Rabenau był wówczas także właścicielem Drzonowa oraz Kosierza. Od 1395 roku właścicielem Radomii był Peter von Rabenau. Przez następne 200 lat brakuje jakiejkolwiek informacji na temat Radomi, wtedy najprawdopodobniej wieś należała bezpośrednio do Kosierza lub Drzonowa. Na mapie "Śląsk Głogowski z 1645 roku – Willema i Joana Blaeu" widnieje nazwa "Seyferts holtz". Kolejnym właścicielem od 1654 roku był Christian von Schwarz, od 1681 Christoph von Landskron. Na tablicy nad wejściem w kościele w Łagowie (położonym kilkanaście kilometrów od Radomi), można odczytać, że właścicielami Radomi w 1698 roku było małżeństwo Johann von Arnold i Dorothea von Jeuthe. Rodzina von Arnold była właścicielem Radomi aż do 1829 roku. W latach czterdziestych XIX w. nastąpiła kolejna zmiana właściciela, został nim Arthur Friedrich Joachim von Knobelsdorff z Buchałowa, W latach pięćdziesiątych oraz sześćdziesiątych kolejnym właścicielem staje się Otto Ludwig, syn bardzo wpływowego rachmistrza zielonogórskiego. W dalszym okresie właścicielami staje się rodzina Rothenburg, właścicieli Czerwieńska, Nietkowa i Lasek. W 1905 roku Radomia liczyła 145 mieszkańców. Posiadała szkołę ewangelicką, której budynek istnieje do dziś. Przed wojną w 1937 roku Radomia liczyła wspólnie z już nieistniejącą kolonią Meileiche (do 1918 Meileiche - Gasthof, po 1918 Meileiche, od 1951 Plewnia) łącznie 105 mieszkańców. Natomiast według spisu z dnia 17.05.1939, czyli na krótko przed II wojną światową, łączna liczba mieszkańców wynosiła 110 osób, w tym 89 osób w Seiffersholz oraz 21 osób w Meileiche. Kolonia Meileiche znajdowała się tam, gdzie teraz znajduje się parking oraz nieczynna już restauracja przy skrzyżowaniu drogi krajowej nr 32 (wówczas była to główna droga łącząca Wrocław z Berlinem) z drogą powiatową prowadzącą do Radomi. Swą nazwę kolonia Meileiche zawdzięczała temu, że znajdowała się dokładnie w odległości 1 mili niemieckiej od Zielonej Góry. W Meileiche przy drodze znajdowała się gospoda, zbudowana w 1809 roku, oraz kilka innych budynków. Wszystkie zabudowania w Meileiche zostały krótko po wojnie rozebrane, a jedynym śladem po dawnej miejscowości są resztki po studni wśród okazałych dębów. Podobny los spotkał kilka domów w Radomi, zlikwidowany został także cmentarz, którego pozostałości można znaleźć w przylegającym do miejscowości lesie. Ówcześni mieszkańcy Radomi i Meileiche uczęszczali do kościoła ewangelickiego w Drzonowie lub do katolickiego w Leśniowie Wielkim. Przez kilkadziesiąt powojennych lat Radomia pozostawała mało znaną miejscowością z liczbą mieszkańców nie przekraczającą 100 osób. W 1989 roku podjęta została decyzja o budowie osiedla mieszkaniowego. Wykupiono grunty od prywatnych właścicieli i zaprojektowano osiedle na ok. 200 działek. Wytyczono drogi, zbudowano wodociągi i kanalizacje. Pierwsze budowy nowych domów rozpoczęły się w 1999 roku. W 2004 roku do użytku oddano drogę asfaltową prowadzącą przez osiedle. W 2007 oddano do użytku świetlicę wraz z przylegającymi boiskami. W roku 2011 oddano do użytku nowy plac zabaw oraz wybudowano nową dużą wiatę z przeznaczeniem na miejsce spotkań mieszkańców. W tym samym roku Urząd Gminy Świdnica opublikował Plan Odnowy Miejscowości Radomia, który jest systematycznie realizowany. W roku 2013 oddano do użytku nowoczesną sieć telekomunikacyjną zapewniającą szerokopasmowy dostęp do internetu.

## Pochodzenie nazwy Radomia
Nazwa miejscowości według historycznych źródeł na przestrzeni wieków przyjmowała następujące formy: Seiffersholz 1345; Seyfridisholtze 1416; Seiffersholz 1582; Seifersholz 1697, Seyferscholz 1745. Nazwa Seiffers-holz oznaczała "las Siefreda". Starogermańskie Imię Siefred (Siegfried) oznacza "zwycięstwo i pokój". Natomiast dzisiejsza nazwa utworzona została od słowiańskiego imienia Radomir (czyli "ten, który troszczy się o pokój"), i które ma podobne znaczenie jak imię Siefried. Ostatecznie przyjęto skróconą żeńską formę imienia Radomir i oficjalnie od 1948 miejscowość nazywa się Radomia. 

## Kwestia odmiany nazwy
Często pojawia się problem, jak prawidłowo odmieniać nazwę miejscowości Radomia. Według Wielkiego słownika ortograficznego pod redakcją Edwarda Polańskiego rzeczowniki zakończone na -ia mają w dopełniaczu, celowniku i miejscowniku końcówkę  -i lub -ii. Wiąże się to z poczuciem rodzimości czy obcości wyrazu, a także z wymową mianownika. Jeśli -ia występuje po spółgłoskach wargowych p, b, f, w, m, to w wyrazach rodzimych i przyswojonych piszemy -i, natomiast w wyrazach obcych -ii. Radomia jest wprawdzie polskim odpowiednikiem wcześniejszej niemieckiej nazwy Seiffersholz, ale autorzy Słownika nazw geograficznych Ziemi Lubuskiej z 1963 roku od początku uznawali ją za rodzimą, przydając końcówkę -i. Dlatego zalecana forma odmiany to np. "mieszkaniec Radomi".

## Zabytki
- Renesansowy dwór – pierwotnie był niewielką budowlą. Przekształcony i powiększony w duchu baroku w 1700 roku. Po wojnie rozebrano prawe skrzydło dworu.

- Pocztowy słup półmilowy z XVIII w. – stoi w pobliżu przystanku autobusowego przy skrzyżowaniu z leśną drogą Radomia – Płoty. Ma wygląd niskiej, łagodnie ściętej białej piramidy o wysokości 134 cm, stoi na czerwonym cokole o wymiarach 53 x 63 x 63 cm, materiał – piaskowiec. Na ścianach są widoczne gęsto i równomiernie rozłożone poziome linie oraz liczne ślady uszkodzeń mechanicznych powstałych prawdopodobnie od kul. W pobliżu leży obrobiona piaskowcowa płyta 84 x 84 cm, która być może jest dawną podstawą. Prawdopodobnie ten słup został przemieszczony, gdyż według starych map w tym miejscu powinien znajdować się słup ćwierćmilowy (1/4 mili), a nie półmilowy.

## Meteoryt Grüneberg (Wilkanówko)
22 marca 1841 r. o godz. 15.30 spadł meteoryt koło Heinrichau w dobrach Seiferholz, pow. Grünberg, czyli w okolicach Wilkanowa, w dobrach Radomia, pow. Zielona Góra, w byłym księstwie Legnickim. Spadły dwa odłamy, łącznie około 1 kg. Wspomnianego dnia i godziny mieszkańcy, którzy pracowali na polach usłyszeli trzy silne grzmoty podobne do wystrzałów armatnich. Niebo było zupełnie pogodne, z wyjątkiem jednego małego obłoczka. bezpośrednio potem dał się słyszeć w powietrzu głośny gwizd, który zdawał się iść z zachodu i im bardziej się “zbliżał”, tym stawał się silniejszy i wreszcie przypominał dźwięk organów, których tony były raz wysokie, raz niskie, co miało trwać około 5 minut. Wreszcie usłyszano jakby jakieś ciężkie ciało spadło na ziemię. Robotnicy idąc w kierunku źródła dźwięków zbliżyli się do miejsca spadku i w odległości około 100-150 kroków znaleźli na głębokości pół stopy w ziemi “kamień”. Otwór wskazywał pionowy kierunek spadku. Robotnicy bali się dotknąć kamienia, myśląc, że jest gorący, jednak okazał się zupełnie zimny. Eksplozję słychać było m.in. w Żaganiu, Sulechowie, Nowej Soli i wielu wioskach okręgu Zielonej Góry. Znalezione odłamki zdawały się fragmentami prawdopodobnie jakiejś większej masy, która rozpadła się w powietrzu i mogła pierwotnie ważyć ponad 2 funty, posiadając kształt czworobocznej piramidy. Meteoryt ten znany jest też pod nazwami: Grüneberg, Grünberg, Seifersholz, Heinrichau, czy Schloin i został sklasyfikowany jako szary żyłkowaty chondryt (Cga). Jego fragmenty znajdują się lub znajdowały: Bailey i Berment, Berlinie, Budapeszcie, Chicago, Göttingen, Gregory, Kalkucie, Londynie, Nowym Jorku, Tartu, Tübingen, Watykanie, Wiedniu i Wrocławiu.

## Stowarzyszenie Nasza Radomia
W Radomi działa stowarzyszenie Nasza Radomia, które powstało 21.04.2001 z inicjatywy przyszłych mieszkańców osiedla w Radomi. Celem stowarzyszenia było stworzenie warunków dla powstania osiedla mieszkaniowego oraz zaspokajanie potrzeb kulturalnych i gospodarczych jego mieszkańców.

### Cele
Aktualnie Stowarzyszenie zajmuje się tak palącymi problemami jak sprawa drogi do Zielonej Góry (odcinek do drogi krajowej), oświetleniem osiedla, drogami osiedlowymi, telefonami, internetem i gazyfikacją.

### Osiągnięcia
Uporządkowanie terenów przyszłego osiedla mieszkaniowego.
Dzięki Urzędowi Gminy oraz przy wsparciu ze środków Unii Europejskiej powstała nowoczesna droga o nawierzchni asfaltowej, dzisiejsza Ulica Tęczowa.
Odsunięcie projektowanej linii wysokiego napięcia. Dziś biegnie ona kilkaset metrów od osiedla.
Sprzątanie terenów osiedla, z pomocą dzieci z Radomi.